# سنجاب قرمز آمریکایی
سنجاب قرمز آمریکایی (نام علمی: Tamiasciurus hudsonicus) نام یک گونه از تیره سنجاب است.

## نگارخانه

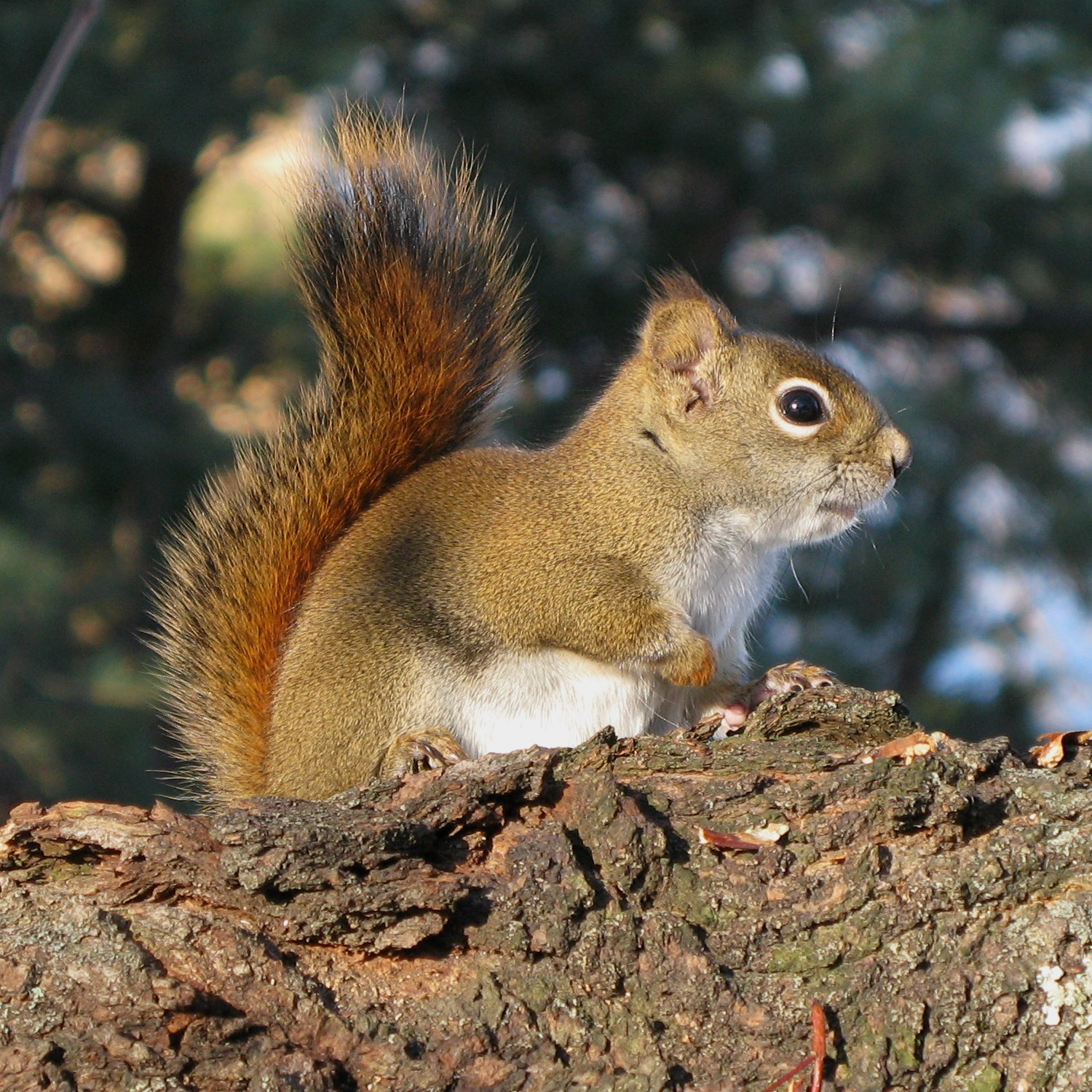
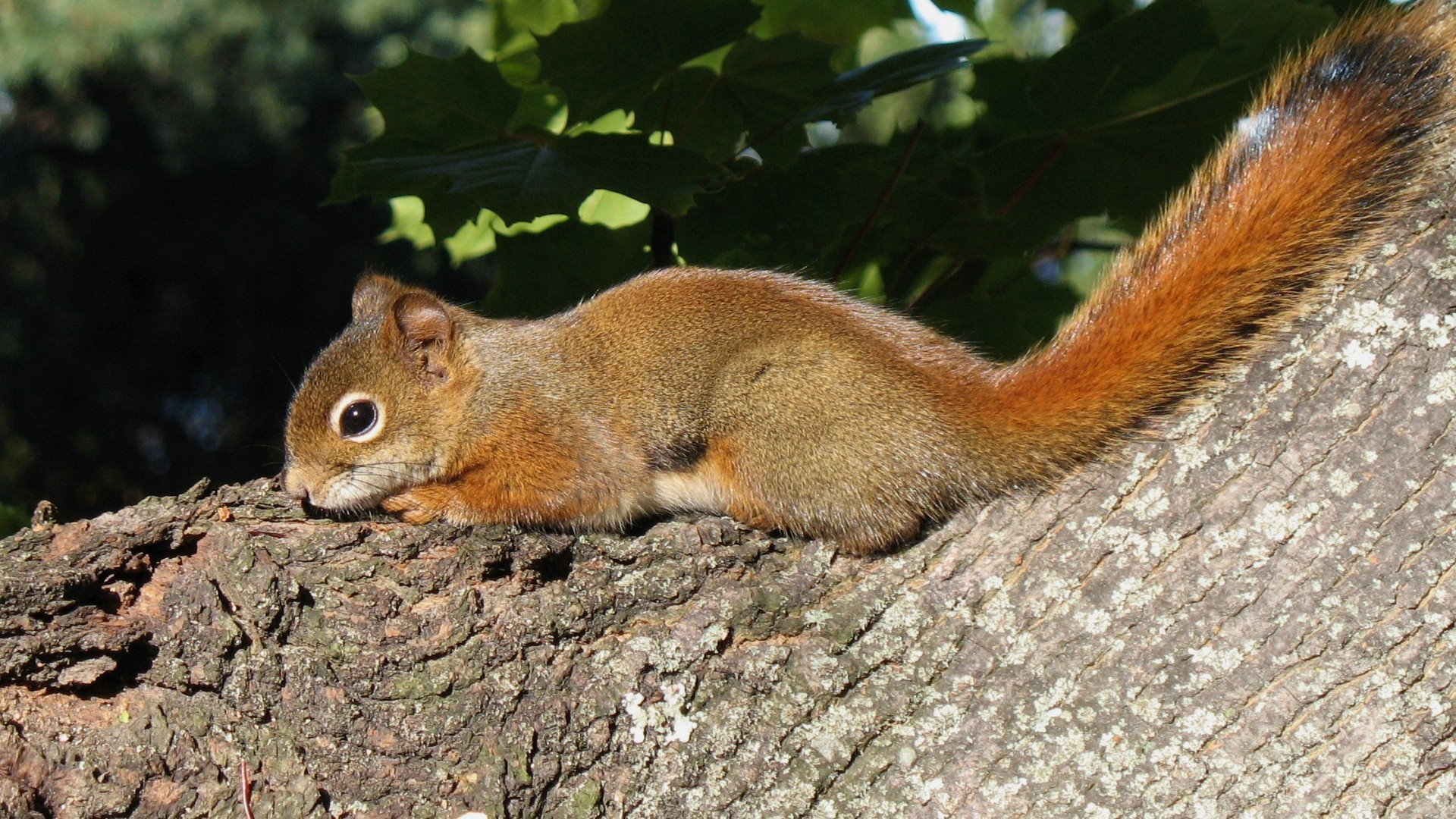
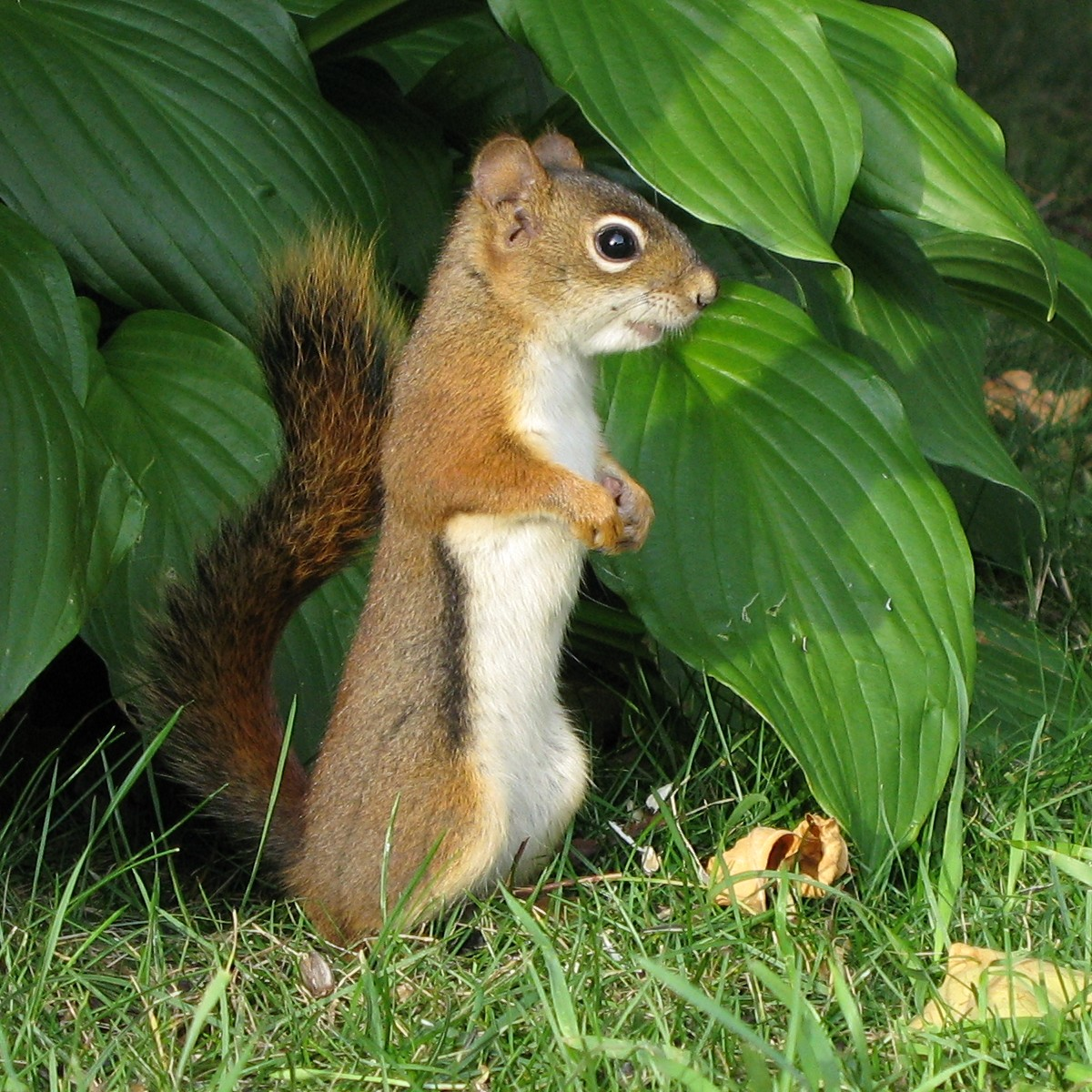
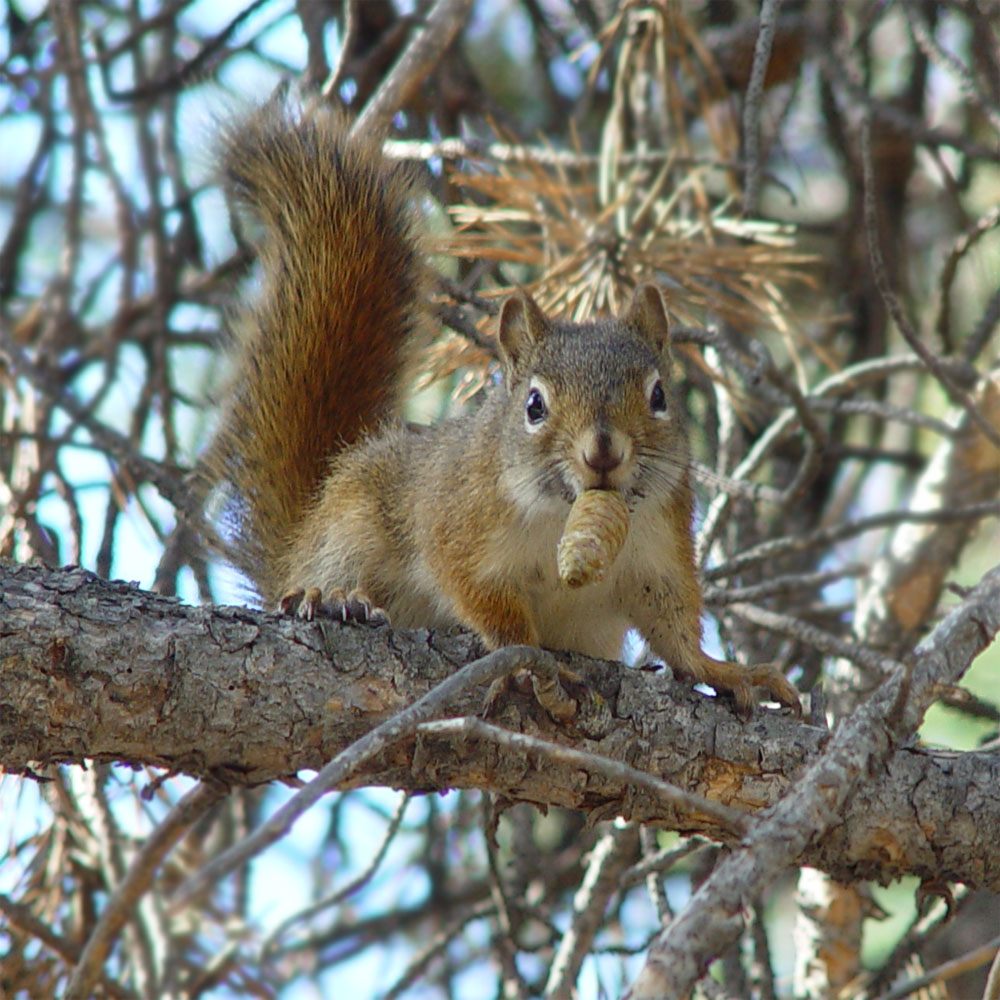
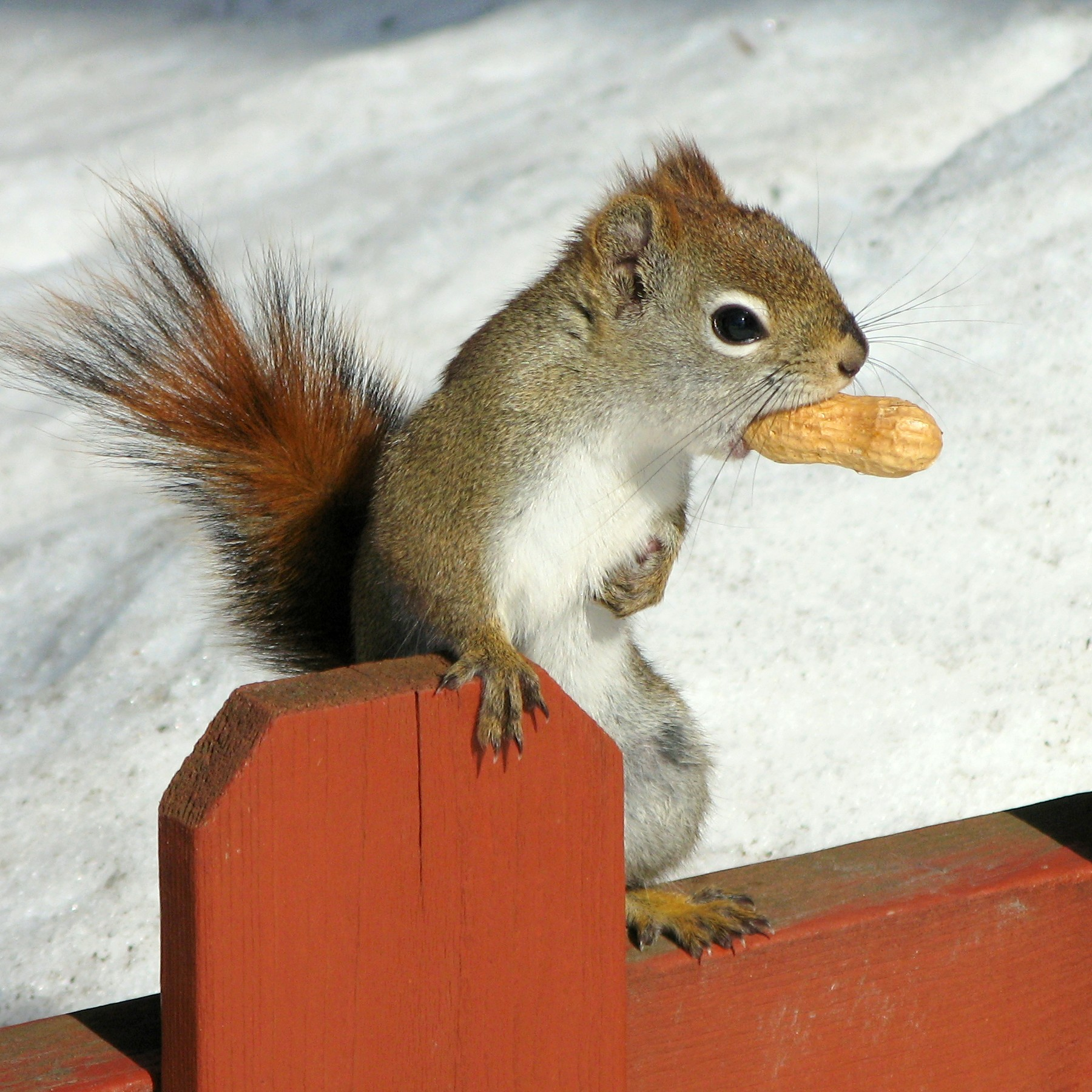